# Johanna Paarup-Jönsson
Johanna Matilda Paarup-Jönsson, tidigare Jönsson, född 24 december 1982 i Härnösand, är en svensk politiker (centerpartist). Hon var ordinarie riksdagsledamot 2014–2021, invald för Stockholms kommuns valkrets.
Paarup-Jönsson är bosatt i Stockholm men kommer ursprungligen från Sollerön i Dalarna och har även bott i Förenade Arabemiraten och Spanien. Hon har studerat kriminologi och internationella relationer i Malmö och har arbetat som biträdande borgarrådssekreterare. 2011 började hon engagera sig i Centerpartiet och 2012 blev hon ordförande för Stureplanscentern.
Paarup-Jönsson är gift med riksdagsledamoten Niels Paarup-Petersen.